# Marc Garneau
Joseph Jean-Pierre Marc Garneau, CC, PC (* 23. Februar 1949 in Québec; † 4. Juni 2025 in Montréal) war ein kanadischer Politiker und Astronaut. Er war der erste Kanadier, der in den Weltraum flog. Von 2001 bis 2005 war er Präsident der kanadischen Weltraumbehörde (CSA/ASC). Im Jahr 2006 wurde er als Kandidat der Liberalen Partei Kanadas für die Wahl zum Kanadischen Unterhaus aufgestellt, jedoch nicht gewählt. Im Jahr 2008 kandidierte er erneut und gewann das Mandat. Drei Jahre später konnte er seinen Parlamentssitz erfolgreich, wenn auch knapp, verteidigen. Im Jahr 2013 bewarb er sich als Parteivorsitzender, brach seine Bewerbung allerdings zu Gunsten von Justin Trudeau ab. Von 2015 bis Anfang 2021 war er Verkehrsminister sowie von Anfang 2021 bis Ende 2021 Außenminister. Mit der Kabinettsumbildung im Oktober 2021 schied er aus dem 29. Kanadischen Kabinett aus.

## Leben
Marc Garneau wurde am 23. Februar 1949 in Québec, Kanada geboren. Nach der Schule, die er in Québec und Saint-Jean-sur-Richelieu besuchte, studierte er Technische Physik am Royal Military College of Canada und schloss 1970 mit einem Bachelor of Science ab. 1973 promovierte er in Elektrotechnik am Imperial College London. Von 1982 bis 1983 besuchte er das Canadian Forces College in Toronto.
1974 trat er als Waffensystemingenieur in die kanadische Marine ein. Bis 1976 arbeitete er an Bord der Algonquin und anschließend als Ausbilder an der Canadian Forces Fleet School in Halifax. Ab 1983 war er in Ottawa eingesetzt. Er wurde im Januar 1986 zum Kapitän zur See befördert. 1989 schied er aus der Marine aus.
1984 wurde Garneau für das neue kanadische Astronautenprogramm ausgewählt. 1992 durchlief er als Mitglied der 14. Astronautenauswahlgruppe der NASA die Ausbildung zum Missionsspezialisten. Anschließend arbeitete er als Verbindungssprecher (Capcom) für einige Shuttle-Missionen. Am 1. Februar 2001 wurde er zum Vizepräsidenten der kanadischen Weltraumbehörde ernannt und am 22. November 2001 wurde er dessen Präsident. Am 28. November 2005 verließ er die CSA/ASC, um sich der Politik zuzuwenden.
Vom 19. November 2003 bis zum 5. März 2009 war Garneau der neunte Kanzler der Carleton University in Ottawa.
Marc Garneau war zweimal verheiratet und hatte vier Kinder. Die Zwillinge Simone und Yves stammen aus seiner ersten Ehe. Mit seiner zweiten Frau Pamela Soame hatte er zwei Söhne (Adrien und George). Sein Hobby war das Segeln, wobei er mit einer 20 m langen Yawl zusammen mit zwölf anderen Seglern zweimal den Atlantik überquert hat.
Garneau starb am 4. Juni 2025 mit 76 Jahren in Montreal an den Folgen einer Krebserkrankung.

## Raumflüge

### STS-41-G
Am 5. Oktober 1984 startete Garneau als Nutzlastspezialist mit der Raumfähre Challenger zu seiner ersten Mission (STS-41-G) ins All. Neben dem Earth Radiation Budget Satellite wurde eine Vielzahl von Experimenten mitgeführt.

### STS-77
Als Missionsspezialist flog Garneau im Rahmen der STS-77-Mission mit dem Space Shuttle Endeavour am 19. Mai 1996 in den Weltraum. Dies war die fünfte Mission des kommerziellen Spacehab-Moduls. Darin wurden ein Dutzend Experimente aus den Sparten Biologie, Elektrotechnik und Landwirtschaft durchgeführt. Weiterhin wurde die Plattform SPARTAN ausgesetzt, die ihrerseits das sogenannte Inflatable Antenna Experiment (IAE) trug. Das 14 Millionen Dollar teure IAE war eine aluminiumbeschichtete Kunststoffhülle, die durch Stickstoffgas in ihre eigentliche Form, eine Antennenschüssel, gebracht wurde. Das zehntägige Unternehmen war der erste Flug, der vom Start bis zur Landung vom neuen Kontrollzentrum in Houston (Consolidated Control Center, CCC) geleitet wurde.

### STS-97
Sein letzter Flug ins All (STS-97) führte ihn am 1. Dezember 2000 mit der Raumfähre Endeavour zur Internationalen Raumstation (ISS). Die fünfköpfige Crew brachte die Gitterstruktur P6, ausgestattet mit Solarzellenflächen zur Stromerzeugung und Radiatoren zur Kühlung, zur Station. Nach dem Docken wurde das Element aus der Ladebucht des Orbiters genommen und bei drei Ausstiegen mit der Raumstation verbunden. Danach wurden die Luken geöffnet und die ISS-Besatzung konnte die Mannschaft der Endeavour begrüßen. Einen Tag später trat der Shuttle die Rückkehr an.

## Politik
Nachdem Garneau die kanadische Weltraumbehörde verlassen hatte, wurde er 2006 von der Liberalen Partei Kanadas im Wahlkreis Vaudreuil-Soulanges für die Wahl zum kanadischen Unterhaus aufgestellt. Er konnte sich dort mit 28,4 % der Stimmen allerdings nicht gegen die amtierende Abgeordnete Meili Faille vom Bloc Québécois (43,1 %) durchsetzen.
Im Jahr 2007 zeigte Garneau Interesse an einer Aufstellung im Wahlkreis Outremont, um in einer Nachwahl den ausscheidenden Abgeordneten Jean Lapierre zu ersetzen. Der Vorsitzende der Liberalen, Stéphane Dion, setzte allerdings Jocelyn Coulon ein, die in der Wahl schließlich gegen Thomas Mulcair von der Neuen Demokratische Partei unterlag.
Nachdem bekannt wurde, dass sich die Abgeordnete und ehemalige Ministerin Lucienne Robillard nicht mehr zur Wahl stellen würde, reichte Garneau im Mai 2007 seine Bewerbung für eine Aufstellung im Wahlkreis Westmount—Ville-Marie ein. Dion hatte ursprünglich jemanden anderes für diesen Wahlkreis ausgesucht, aber nach weiteren Gesprächen wurde Garneau doch aufgestellt. Die Nachwahl war für den 8. September geplant, wurde aber nicht durchgeführt, da Premierminister Harper eine Neuwahl des Parlamentes für den 14. Oktober 2008 angesetzt hat. Garneau gewann die Wahl mit 46,5 % der Stimmen gegen Anne Lagacé Dowson von der NDP (22,9 %) und gegen den konservativen Guy Dufort (15,8 %). In der nächsten Wahl am 2. Mai 2011 konnte er seine Herausforderin Joanne Corbeil von der Neuen Demokratischen Partei nur mit einem knappen Vorsprung von 1,6 % schlagen.
Am 28. November 2012 gab Garneau bekannt, dass er sich um den Vorsitz der Liberalen Partei bewirbt. Während Justin Trudeau allgemein die besten Chancen vorhergesagt wurden, wurde Garneau als der stärkste Herausforderer gesehen. Garneau kritisierte, dass Trudeau nicht genug substantielle Stellungnahmen zu Grundsatzfragen veröffentlichen würde. Garneau forderte Trudeau zu einer Debatte heraus und meinte, dass wenn Trudeau seine Ideen nicht gegen ihn verteidigen könne, dann würde er es gegen Premierminister Harper auch nicht können. Trudeau nahm diese Herausforderung nicht an. Am 13. März 2013 gab Garneau bekannt, dass er sein Rennen um den Parteivorsitz aufgibt, da die Umfragen zeigten, dass er keine Chance gegen Trudeau hat.
Garneau sagte in Folge Trudeau seine Unterstützung zu und wurde am 18. September 2013 in ein parteiinternes, außenpolitisches Beratungskomitee (Liberal International Affairs Council of Advisors) berufen. Zur Unterhauswahl 2015 trat er im neu geschaffenen Wahlbezirk Notre-Dame-de-Grâce—Westmount an, den er mit 57,7 % der Wählerstimmen gewinnen konnte. Im Kabinett von Justin Trudeau amtierte er ab 4. November 2015 als Verkehrsminister. Bei der Unterhauswahl 2019 konnte Garneau seinen Sitz im Unterhaus mit 56,3 Prozent der Stimmen verteidigen.

## Ehrungen
Garneau wurde 1984 zur Anerkennung seiner Rolle als erster kanadischer Astronaut zum Officer of the Order of Canada ernannt. 2003 wurde er in Würdigung seiner Verdienste um die kanadische Raumfahrt zum Companion of the Order of Canada befördert.
Zwei Schulen wurden nach ihm benannt: das Marc Garneau Collegiate Institute in Toronto und die École secondaire publique Marc-Garneau in Trenton, Ontario.
Im Jahr 2003 wurde der Asteroid (14094) Garneau nach ihm benannt.